# Rotes Tor (Flensburg)

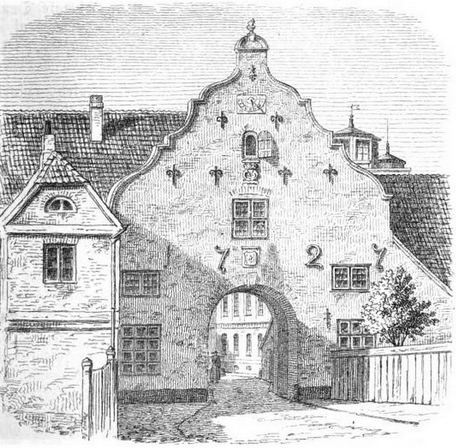
Zeichnung vom Roten Tor (1864)

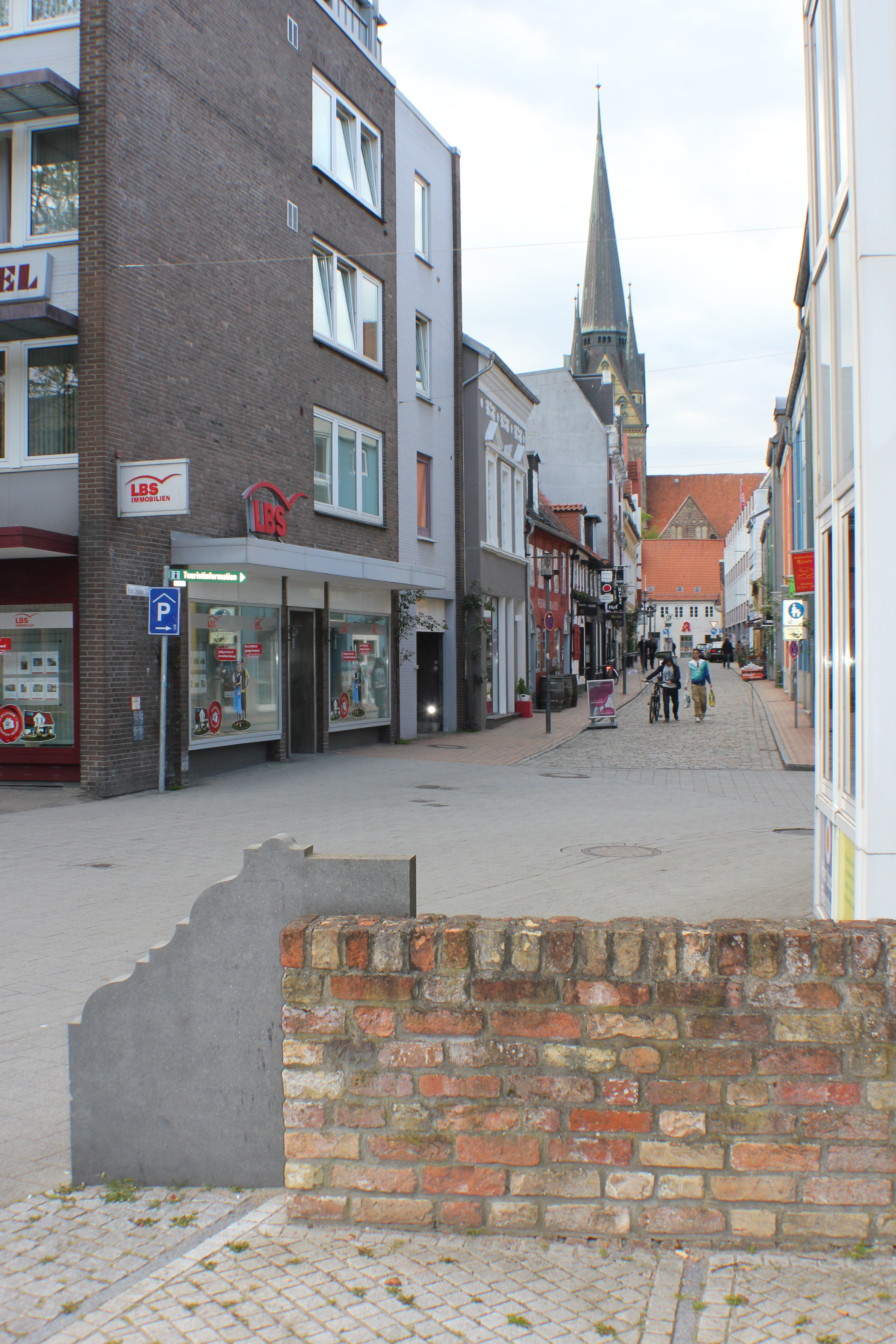
Die Rote Straße mit dem ungefähren Standort des Roten Tors. (Foto 2014)

Das Rote Tor (eigentlich Rude Tor; dänisch: Røde Port) war ein Stadttor, das die Stadt Flensburg einst nach Süden begrenzte. Es war somit Teil der ehemaligen Flensburger Stadtbefestigung. Das Tor wurde 1874 abgerissen, verblieb aber als Wahrzeichen der Roten Straße sowie des Stadtbezirks Rude weiterhin präsent.

## Geschichte
Die Flensburger hatten um 1345 damit begonnen, die Stadt mit einer Mauer zu umgeben. Um 1350 wurde die Rude Pforte (Rude Porte), der Vorgängerbau des Roten Tores errichtet. Diese kleine Pforte befand sich ungefähr bei der Hausnummer 12–14 auf der Roten Straße und somit unweit des Franziskanerklosters St. Katharinen. Über diese Pforte gelangte man hinaus aus der Stadt, nämlich nach Rude, einem gerodeten Wald. welcher im Jahre 1398 eingemeindet wurde. Durchs Tor in die Stadt hinein gelangte man zum Südermarkt.
Im Jahr 1608 wurde die Pforte aus verkehrstechnischen Gründen durch das Rote Tor ersetzt, welches beim Grundstück Rote Straße 23 errichtet wurde. Es war weniger eng als die vorherige Pforte. Das südlich gelegene Rote Tor gehörte zu den wichtigen Toren der Stadt, wie das Nordertor, das westlich gelegene Friesische Tor und das östlich gelegene Johannistor (beziehungsweise Angelburger Tor). 1727 erhielt das Rote Tor eine neu gestaltete Fassade, welche sich durch einen barocken Giebel auszeichnete. Auf der Südseite des Tores wurden eine Wappentafel und eine Sonnenuhr angebracht. Für die Renovierungsarbeit zeigte sich der Maurermeister Johann Christian Händel verantwortlich. Im 19. Jahrhundert wurden viele der Flensburger Stadttore abgebrochen, da sie der Verkehrsplanung im Wege standen. Das Rote Tor wurde im Jahr 1874 abgebrochen.
Wie das Rote Tor aussah ist, ist im Gegensatz zu anderen abgerissenen Toren Flensburgs, recht gut bekannt, da von dem Tor mehrere Fotos existieren. Womit jedoch nur der Bauzustand seit der grundlegenden Renovierung des Jahres 1727 überliefert ist. Ältere Darstellungen existieren nicht. Im Stadtmodell von Erwin Nöbbe, welches die Stadt im Zustand vor 1600 darstellt, es steht im Schifffahrtsmuseum Flensburg, ist das Rote Tor in der Gestalt des heutigen Nordertores dargestellt. Welche Farbe das Rote Tor hatte, ist zudem jedoch eher unsicher, den der Name des Tores kommt nicht von der Farbe Rot, sondern kommt wie schon erläutert daher, dass man von dem Tor zur Rude gelangte.
Während des Stadtfestes zum 700-jährigen Bestehen Flensburgs im Jahre 1984, wurde das Tor zum Ende der Roten Straße, beim Klostergang,  in Form eines größeren Modells zeitweise neu aufgestellt. Das Modell hatte eine Höhe von über 4 Meter, war damit aber kleiner als das Original. Heutzutage erinnert bei der Roten Straße ein Gedenkstein mit der angedeuteten Silhouette des Tores an den ehemaligen Standort des Tores.
Zuletzt geriet das Rote Tor im November 2014 in den Fokus der tagesaktuellen Berichterstattung. Für einen niedrig veranschlagten Kaufpreis, eines städtischen Grundstückes gegenüber dem Flensburger Rathaus, welches der Investor Gerd Theilen im besagten Zeitraum für einen Hotelbau erwarb, diente unter anderem das Rote Tor als Begründung. Die Grundstücksfläche die nach seinen um 2014 vorgestellten Plänen bebaut werden soll liegt westlich von der Sydbank, die an der Roten Straße steht. Auch die geplante Tiefgarage für das Hotel soll wohl in diesem westlichen Bereich entstehen. Das Flensburger Tageblatt berichtete: „An dem niedrigeren Kaufpreis findet [Gerd Theilen] […] nichts auszusetzen, weil er die Grundstückshälfte mit den größeren Unwägbarkeiten bebauen möchte: Archäologen vermuten auf dem Gelände das legendäre Rote Tor […]“. Die überlieferte Lage des Roten Tores liegt jedoch offenbar wesentlich östlicher bei der Roten Straße, womit nicht sonderlich deutlich wird was die Hotelplanung mit dem Roten Tor zu tun haben könnte.

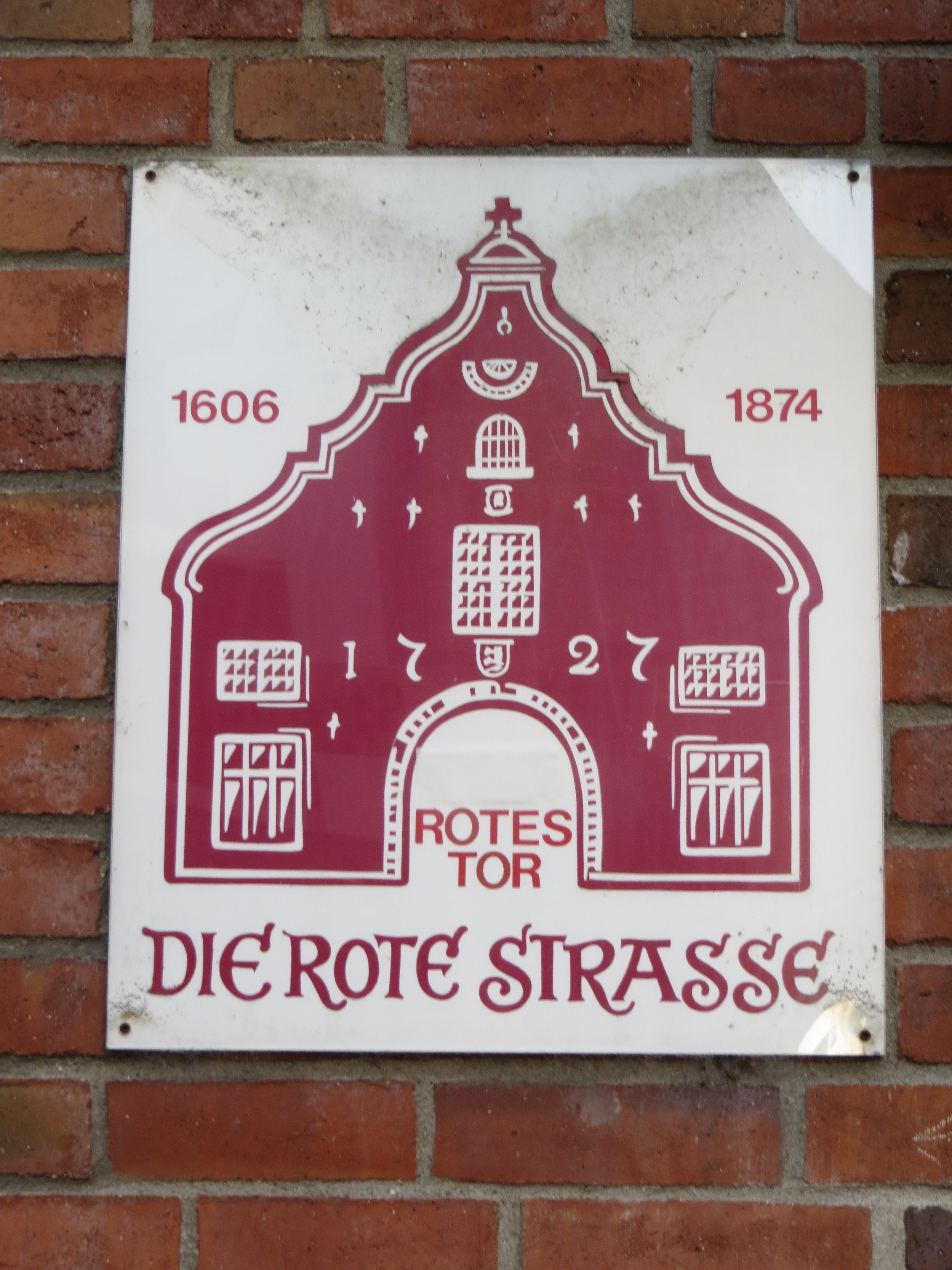
Das Schild der Roten Straße mit dem Roten Tor als Wahrzeichen
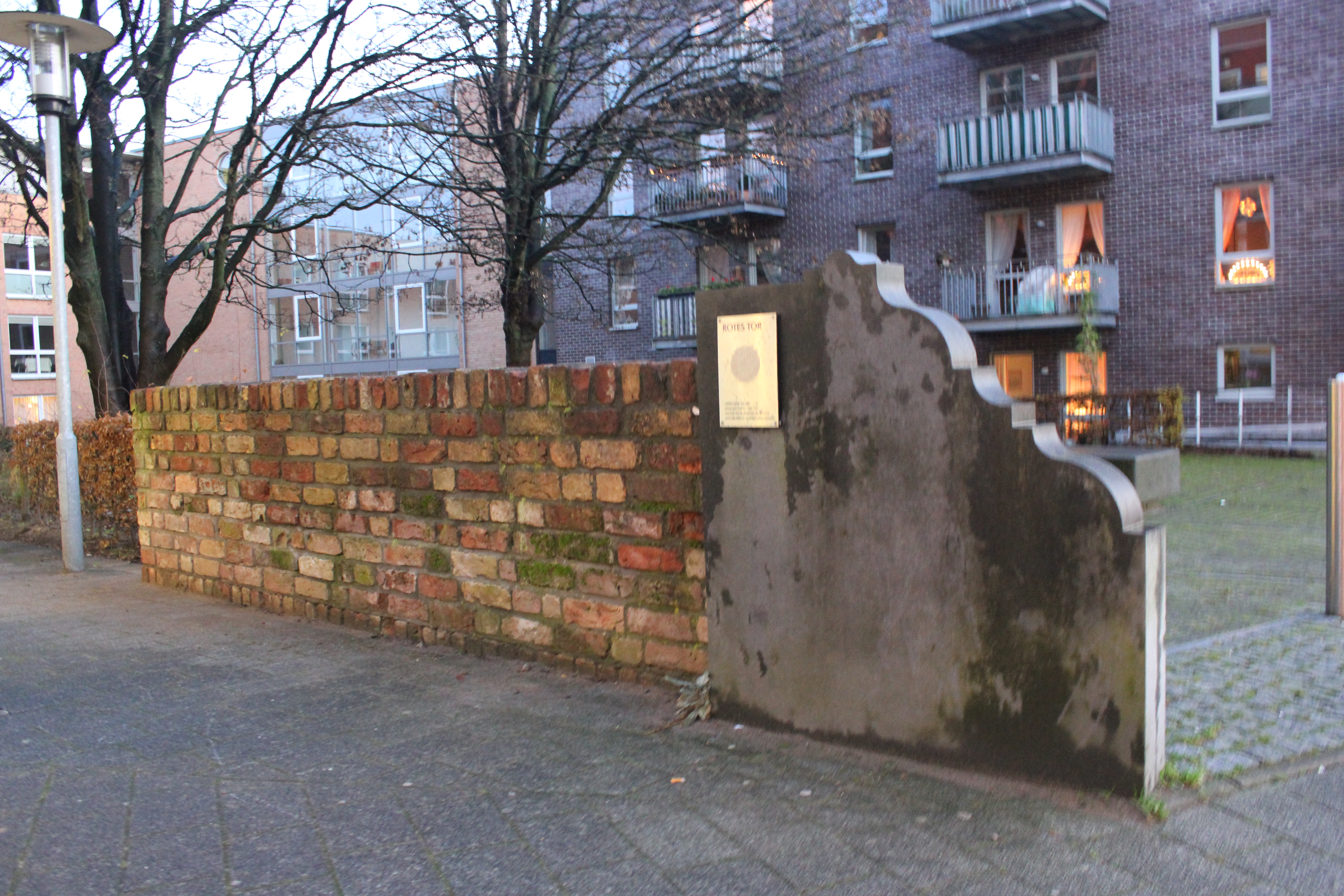
Die Gedenkmauer wo ungefähr das Rote Tor stand
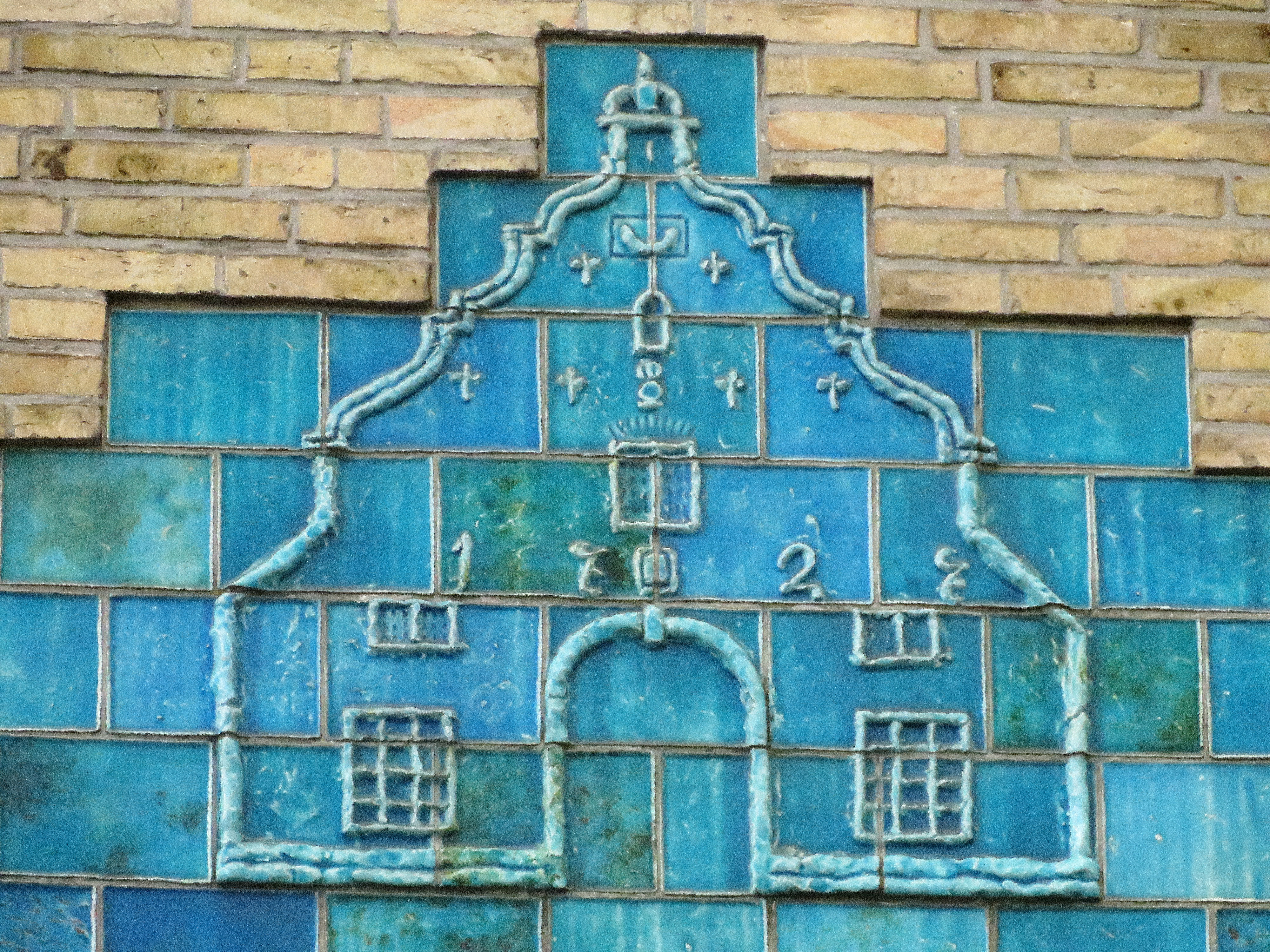
Kachelbild des Roten Tores gegenüber vom Flensburger Rathaus
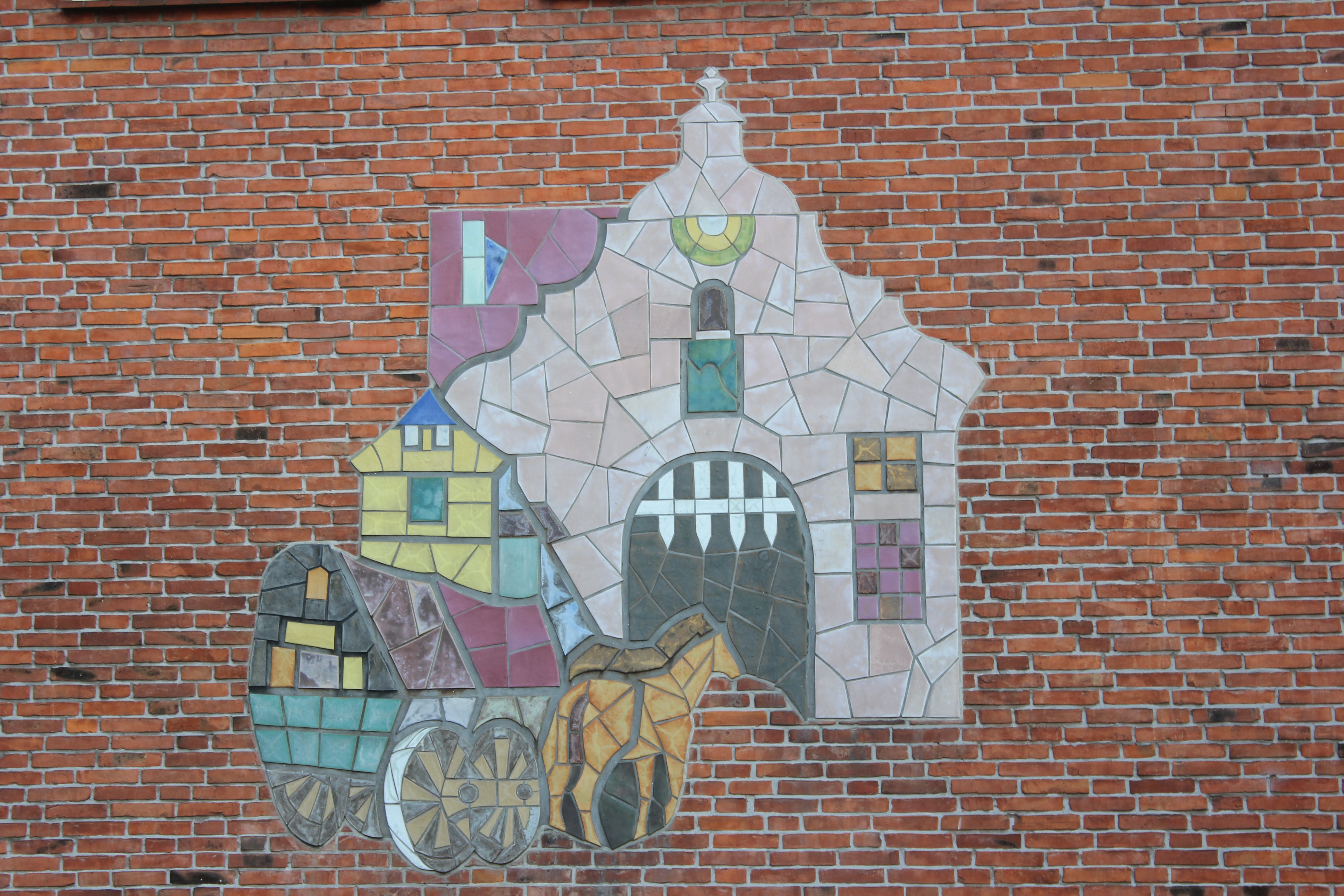
Das Rote Tor an der Schule auf der Rude